# Arxiprestat del Ter - Brugent
L'arxiprestat del Ter-Brugent és un dels 13 arxiprestats en què està organitzat el bisbat de Girona. Aquest està compost per 17 parròquies distribuïdes en 9 municipis de les comarques de la Garrotxa, el Gironès i la Selva.

## Llistat de parròquies

### Comarca de la Garrotxa
- Sant Cristòfol (les Planes d'Hostoles - Cogolls)
- Santa Maria (les Planes d'Hostoles - Les Encies)
- Sant Feliu de Pallerols (Sant Feliu de Pallerols)
- Sant Iscle de Colltort (Sant Feliu de Pallerols)
- Sant Miquel de Pineda (Sant Feliu de Pallerols)

### Comarca del Gironès
- Sant Llorenç (Bescanó)[2]
- Sant Andreu (Bescanó - Estanyol)
- Sant Mateu (Bescanó - Vilanna)
- Sant Vicenç (Sant Gregori - Constantins)

### Comarca de la Selva
- Santa Maria (Amer)
- Sant Climent d'Amer (Amer)
- Sant Miquel (Anglès)
- Sant Martí Sapresa (Brunyola i Sant Martí Sapresa)
- Mare de Déu de Sales (la Cellera de Ter)[3]
- Santa Maria (Sant Julià de Llor i Bonmatí - Bonmatí)
- Sant Julià de Llor (Sant Julià de Llor i Bonmatí - Sant Julià de Llor)